# Джеймс Бонд
Джеймс Бонд (англ. James Bond) — главный персонаж романов британского писателя Яна Флеминга и фильмов, снятых по ним, — агент МИ-6, шпион, также известный как «агент 007».
Получил широкую популярность после начала экранизации романов Флеминга. Серия фильмов о Джеймсе Бонде именуется «бондианой» и является одной из самых продолжительных серий фильмов в истории. С 1962 по 2021 год вышло 25 фильмов (в среднем один фильм в два года). Серия принесла её создателям более 7 млрд долларов США, став третьим по успешности киносериалом в истории.
Отличительными качествами Бонда являются: авантюризм, решительность, нацеленность на силовое решение конфликтов, равно как черты плейбоя — страсть к женщинам, азартным играм и дорогим гоночным автомобилям, кроме того, он — заядлый курильщик и ценитель изысканного алкоголя.

## Создание
Джеймса Бонда придумал бывший журналист Ян Флеминг, в годы войны с нацизмом служивший личным помощником шефа разведки британского королевского флота. После публикации первой книги «Казино „Рояль“» Флеминг рассказал коллеге по «Sunday Times», что интерес к написанию романа появился у него после того, как он прочёл во время войны в архиве разведывательной службы о приключениях Сиднея Рейли.
Amazon MGM получили творческий контроль над фильмами о Джеймсе Бонде.

### Прототипы
Ян Флеминг создал героя своих романов на основе ряда реальных личностей, служивших в британской военной разведке. В частности, отмечаются следующие лица, послужившие прототипами:
- Роберт Брюс Локхарт: пытался вместе с Рейли свергнуть Ленина в 1918 году. Долгая карьера дипломата и разведчика. Флеминг знакомится с ним во время Второй мировой войны. Опубликовал в 1932 году книгу «Memoirs of a British Agent», по которой снят фильм. Как личность ближе к Бонду, чем сам Рейли.
- Поль Дюкс: Во время Октябрьской революции — наиболее эффективный агент в России. Завербовался в Красную армию и получал сведения из ближайшего окружения Ленина. Совместная работа с Рейли. Единственный британский агент по убеждению.
- Джордж Хилл: Соратник Рейли. В 1930-х гг. написал воспоминания. Подозревался в предательстве Рейли.
- Бульдог Драммонд Г. К. Макнейла[англ.][4].
- Уилфрид (Биффи) Дандердейл[5]: Молодым офицером служил в России, в 1930-х гг. — начальник разведуправления в Париже. Друг Флеминга. Рассказывал, что Флеминг заимствовал его истории.
- Мерлин Миншелл[англ.]: Агент британской разведки. Работал в начале Второй мировой войны под прикрытием вице-консулом в Бухаресте. Знал Флеминга во время войны.
- Майкл Мэсон: Помощник Миншелла. На работе в посольстве — водитель.
- Александр (Сэнди) Глен[англ.]: Военно-морской атташе в Белграде.
- Душко Попов: агент британской разведки, ранее был завербован абвером. Был одержим азартными играми и женщинами[6].

Многие исследователи находят в персонаже Флеминга романтизированный образ самого автора — ловеласа. И Флеминг, и Бонд посещали одни и те же школы, предпочитают одну и ту же еду (яичницу и кофе), имеют схожие привычки, им нравятся одни и те же женщины, и, наконец, оба сделали похожую карьеру во флоте, дослужившись до коммандера.
Флеминг, сам заядлый любитель наблюдения за птицами, имел одноименную книгу орнитолога Джеймса Бонда в своей библиотеке. В своём интервью изданию «Ридерз Дайджест» Ян Флеминг отметил, что он нуждался в простом и нейтральном имени — «тупой анонимный инструмент правительства, нейтральная фигура, окружённая экзотикой». Орнитолог Джеймс Бонд был весьма недоволен, что его всё время сравнивают с его тёзкой, литературным героем. В феврале 1964 года орнитолог Джеймс Бонд навестил Флеминга в его поместье на Ямайке. В качестве компенсации писатель подарил знатоку птиц свой новый роман о Бонде с посвящением — To the real James Bond from the thief of his identity (Настоящему Джеймсу Бонду от похитителя его личности).

Глиф английского шпиона Джона Ди

Порядковый номер Бонда — 007 — по одной из версий, Флеминг позаимствовал у английского шпиона Джона Ди, который подписывал свои секретные донесения королеве Елизавете I глифом, изображающим два кружка и угловую скобку, похожую на цифру семь. Глиф обозначал то, что донесения предназначались исключительно для глаз монарха. По другой версии, номер Бонда был взят из номера шифра дипломатической переписки 0075, которым была зашифрована германская телеграмма Циммермана — этот шифр взломали британцы в годы Первой мировой войны и, расшифровав содержимое телеграммы, убедили США ввязаться в Первую мировую войну.
Таким образом и появился на свет офицер британской спецслужбы MI6, коммандер запаса Королевского военного флота и кавалер Ордена Святого Михаила и Святого Георгия Джеймс Бонд. Его родителями стали Эндрю Бонд, шотландец из Аргайла, и Моник Делакруа из швейцарского кантона Во. Национальности родителей Бонда были упомянуты в книге «На секретной службе Её Величества». Относительно же даты рождения Джеймса Бонда нет единого мнения; в биографии Джона Пирсона упоминается 11 ноября 1920 года. В то же время в книге «Казино „Рояль“» указано, что Бонд купил машину в 1933 году и стал опытным игроком в предвоенные годы. Ещё через две книги, в «Лунном гонщике», о Бонде сообщается, что ему около 37 лет (в первой главе говорится, что до исключения из отдела «00», которое происходит после 45 лет, Бонду осталось 8 лет), в то время как сюжет относится к 1954 году. В «Живи только дважды» также сказано, что Джеймс Бонд родился в год Крысы (1912 или 1924).
В новелле «На секретной службе Её Величества» упоминается фамильный девиз семьи Бондов: «Orbis non sufficit» («И целого мира мало»). Однако вместе с тем отмечено, что семья Бондов с таким девизом — это не обязательно те самые Бонды, к которым относится Джеймс; в той же новелле один из сотрудников геральдической палаты делает ехидный намёк на то, что фамилия «Бонд» в английском также означает «крестьянин» или «слуга». В фильме «И целого мира мало» Джеймс Бонд на заявление Электры Кинг: «Я могла бы подарить тебе мир!» отвечает: «Мне целого мира мало». Это можно воспринимать, как цитирование девиза семьи.
Хотя Джеймс Бонд и является секретным агентом МИ6, он несколько раз появлялся в кадре в своей официальной военной форме коммандера ВМФ Великобритании, а именно в фильмах «Живёшь только дважды», «Шпион, который меня любил» и «Завтра не умрёт никогда».

## Книги
Книги Яна Флеминга о Джеймсе Бонде:
- Казино Рояль (1953)
- Живи и дай умереть (1954)
- Лунный гонщик (1955)
- Бриллианты вечны (1956)
- Из России с любовью (1957)
- Доктор Но (1958)
- Голдфингер (1959)
- Только для ваших глаз (1960) — сборник
  - «Вид на убийство»
  - «Только для ваших глаз»
  - «Квант утешения»
  - «Риск»
  - «Уникум Хальдебранда»
- Шаровая молния (1961)
- Шпион, который меня любил (1962)
- На секретной службе Её Величества (1963)
- Живёшь только дважды (1964)
- Человек с золотым пистолетом (1965)
- Осьминожка и Искры из глаз (1966) — сборник
  - Осьминожка
  - Искры из глаз
  - Собственность леди
  - Агент 007 в Нью-Йорке

## Атрибуты Джеймса Бонда

### Оружие
Ян Флеминг признавал сам, что не разбирается в оружии. Во время войны он получил служебный карманный FN. В руки своего героя он вложил не более мощную 6,35-мм Беретту 418, пока специалист по оружию Джоффри Бутройд не написал ему письмо с замечанием и советом. В результате Бонд поменял оружие на 7,65-мм Walther PPK образца 1931 года. В благодарность Флеминг назвал эксперта по оружию «Q» «майор Бутройд».
В 1980-х годах завод Walther пожелал извлечь максимум рекламной прибыли от бондианы для новых моделей оружия. В «Человеке с золотым пистолетом» Бондом использовался уже Walther PPK в калибре .380ACP (9mmK, 9x17), В «Осьминожке» оружием Бонда стал Walther P5. После возвращен был PPK. С 1997 по 2006 годы у Бонда — Walther P99. В «Кванте милосердия» от 2008 года Walther PPK вернулся, уже однозначно в калибре .380ACP (9mmK, 9x17).
В рекламе фильма от 1963 года Шон Коннери стоит с известной гримасой на лице и с длинноствольным пистолетом в руке. Это фото заставило посмеяться бесчисленное количество спортсменов-стрелков. На фото — не всем известный Walther PPK, а обычный пневматический пистолет, стреляющий на десяток метров. При съёмках рекламы фотограф Дэвид Харн осознал, что надо вручить в руки Бонда Вальтер, как в книге, но — поскольку никто из присутствовавших на месте не разбирался в оружии — срочно был приобретён в детском отделе Harrods пневматический Walther Luftpistole 53. Ошибку заметили, когда было уже слишком поздно — плакат был отдан в печать. Позже и Роджер Мур в фильме «Moonraker» также появился на плакате с ним. Этот игрушечный пистолет был продан в 2010 году на аукционе Christie’s за 277 000 фунтов.

### Костюмы
Джеймс Бонд известен тем, что носит модные костюмы. Костюмы в первых фильмах про Бонда были от Antony Sinclair. На выбор портного повлиял, по-видимому, режиссёр Теренс Янг, одевавшийся у Энтони Синклера. Бонд Пирса Броснана и Дэниела Крейга в фильме Казино «Рояль» одевались в итальянский Brioni. Однако, из-за разногласий создателей киноэпопеи с итальянской компанией Brioni, с фильма «Квант милосердия» Бонд носит костюмы и смокинги от Tom Ford. Свою военную форму коммандера Королевского ВМФ Джеймс Бонд надевает всего 4 раза за последние 50 лет: Шон Коннери в фильме «Живёшь только дважды», Роджер Мур в фильмах «Только для твоих глаз» и «Шпион, который меня любил», Пирс Броснан в фильме «Завтра не умрёт никогда».

### Часы
В качестве наручных часов были выбраны швейцарские часы марки Rolex. Когда часы для съёмок не удалось одолжить у фирмы, а бюджет фильма не позволял их купить, продюсер Альберт Брокколи снял с руки свой Rolex. Другие марки часов Бонда: Seiko, Breitling, Hamilton и Omega.
В «Казино Рояль» в поезде Бонд явно отмечает, что у него не Rolex, а Omega, что, вероятно, является рекламой бренда.

### Напитки
Известно, что Бонд пьёт коктейль «Мартини» с водкой. Обычно коктейль «Мартини» украшается оливкой или ломтиком лимона. В нём присутствуют два ингредиента: водка, коктейли с которой взбалтываются в шейкере, и вермут, который не наливают в шейкер, так как это вино со специями и добавляется в коктейль по методу билд. Это приводит бармена в замешательство, поэтому слова Бонда все проясняют. Бармен должен взболтать только водку со льдом в шейкере, предварительно не смешивая её с вермутом.

Сухой мартини…в глубоком бокале. Три доли джина Gordon, одна водки, половина Kina Lillet. Взболтай это хорошо пока всё ледяное, затем длинную тонкую корочку лимона. Понятно?— Ян Флеминг. "Казино Рояль". (Kina Lillet — горький вермут, более не производится)
В фильмах это обрело форму «shaken, not stirred», которую часто в русском языке передают как «взболтать, но не смешивать», что является не совсем точным переводом. Впоследствии алкогольные пристрастия Бонда стали зависеть от продакт-плейсмента. В частности, в фильме «007: Координаты „Скайфолл“», где обыгрывается шотландское происхождение Бонда, утверждается, что любимый напиток героя — виски The Macallan пятидесятилетней выдержки.
Обычное шампанское Бонда — дорогие сорта марки «Боленже» (фр. Bollinger) из городка Аи — пригорода Эперне. Бонд произносит название на английский манер: «Боллинджер» и всегда требует бутылку определённого года выпуска — то есть достаточно дорогой «винтаж».

## Фильмы
Первой попыткой экранизации книг о Джеймсе Бонде стал эпизод в американском телесериале «Кульминация!» («Climax!»), вышедший на экраны в 1954 году. Эпизод был снят по мотивам первой книги Флеминга «Казино „Рояль“», роль «Джимми Бонда» исполнил американский актёр Барри Нельсон, Бонд здесь агент ЦРУ, а Феликс Лейтер, наоборот, агент МИ6. Ян Флеминг хотел пойти дальше и предложил известному британскому кинопродюсеру Александру Корде экранизировать ещё одну книгу — «Живи и дай умереть» или «Лунного гонщика», однако Корда это не заинтересовало.
1 октября 1959 года Флеминг объявил, что напишет оригинальный киносценарий о Бонде для ирландского кинопродюсера Кевина МакКлори. К работе над сценарием был также привлечён известный сценарист Джек Уиттингэм. На место режиссёра планировалось пригласить Альфреда Хичкока, а на роль Бонда — Ричарда Бартона, однако позже от их кандидатур отказались. Вскоре выяснилось, что МакКлори не в состоянии обеспечить финансирование, и фильм пришлось закрыть. Флеминг использовал сценарий для своего очередного романа «Шаровая молния» (1961).
В 1959 году заинтересованность в экранизации романов про Бонда высказал британский продюсер Альберт Брокколи. В 1961 году Брокколи (в сотрудничестве с Гарри Зальцманом) выкупил у Флеминга права на экранизацию всех романов про Бонда (кроме «Казино Рояль»). Многочисленные голливудские киностудии отказались финансировать фильмы про Бонда, считая их «слишком британскими» или «слишком откровенными и сексуальными». В конце концов в июле 1961 года удалось достичь договорённости с United Artists. Сразу же EON Productions начала производство первого фильма знаменитой бондианы «Доктор Но». Характерной «визитной карточкой» всех фильмов о Бонде начиная с «Доктора Но» стала вступительная заставка с элементами мультипликации, которую разработал графический дизайнер Морис Байндер.

### Выбор актёра
Чтобы «найти Джеймса Бонда», был организован специальный конкурс. Брокколи, Зальцман и Флеминг лично отобрали шесть финалистов. После дополнительных кинопроб победителем конкурса был объявлен 28-летний Питер Энтони, по профессии — модель, который, по мнению Брокколи, имел качества Грегори Пека. Но вскоре оказалось, что он не в состоянии справиться с ролью. Тогда продюсеры обратились к Шону Коннери, который и сыграл Бонда в шести фильмах. Существует легенда, что кандидатуру Коннери предложил польский режиссёр Бен Фиж, друг Зальцмана. Зальцман просмотрел Коннери в британской комедийной ленте 1961 года «Мошенники», также известной как «Операция Снафу». Это был одиннадцатый фильм в карьере актёра. По другой версии, Брокколи впервые увидел Коннери в диснеевской картине 1959 года «Дарби О’Гилл и маленький народ».
Однако кандидатура Коннери была утверждена лишь после того, как Брокколи и Флеминг забраковали Ричарда Джонсона, Джеймса Мэйсона, Рекса Харрисона, Дэвида Нивена, Тревора Ховарда, Патрика МакГухана и друга Брокколи Кэри Гранта. На предварительном показе первого фильма «Доктор Ноу» Ян Флеминг заявил, что фильм «просто ужасен». В целом Доктор Ноу получил противоречивые отзывы, некоторые были довольно враждебны, даже Ватикан сделал выговор создателям ленты. Тем не менее, фильм имел большой финансовый успех.

### Фильмы EON Productions
| №  | Русское название                  | Оригинальное название           | Год  | Джеймс Бонд    | Режиссёр          | Бюджет    | Кассовые сборы |
| -- | --------------------------------- | ------------------------------- | ---- | -------------- | ----------------- | --------- | -------------- |
| 1  | Доктор Ноу                        | Dr. No                          | 1962 | Шон Коннери    | Теренс Янг        | $1,9 млн  | $59 567 035    |
| 2  | Из России с любовью               | From Russia with Love           | 1963 | Шон Коннери    | Теренс Янг        | $4 млн    | $78 896 765    |
| 3  | Голдфингер                        | Goldfinger                      | 1964 | Шон Коннери    | Гай Хэмилтон      | $6 млн    | $124 881 062   |
| 4  | Шаровая молния                    | Thunderball                     | 1965 | Шон Коннери    | Теренс Янг        | $10,6 млн | $141 195 658   |
| 5  | Живёшь только дважды              | You Only Live Twice             | 1967 | Шон Коннери    | Льюис Гилберт     | $19,5 млн | $111 584 787   |
| 6  | На секретной службе Её Величества | On Her Majesty’s Secret Service | 1969 | Джордж Лэзенби | Питер Р. Хант     | $12 млн   | $81 974 493    |
| 7  | Бриллианты навсегда               | Diamonds Are Forever            | 1971 | Шон Коннери    | Гай Хэмилтон      | $17,2 млн | $116 019 547   |
| 8  | Живи и дай умереть                | Live and Let Die                | 1973 | Роджер Мур     | Гай Хэмилтон      | $17 млн   | $126 377 836   |
| 9  | Человек с золотым пистолетом      | The Man with the Golden Gun     | 1974 | Роджер Мур     | Гай Хэмилтон      | $17 млн   | $97 572 000    |
| 10 | Шпион, который меня любил         | The Spy Who Loved Me            | 1977 | Роджер Мур     | Льюис Гилберт     | $34 млн   | $185 438 673   |
| 11 | Лунный гонщик                     | Moonraker                       | 1979 | Роджер Мур     | Льюис Гилберт     | $71 млн   | $210 308 099   |
| 12 | Только для твоих глаз             | For Your Eyes Only              | 1981 | Роджер Мур     | Джон Глен         | $68 млн   | $195 312 802   |
| 13 | Осьминожка                        | Octopussy                       | 1983 | Роджер Мур     | Джон Глен         | $67,5 млн | $187 493 619   |
| 14 | Вид на убийство                   | A View to a Kill                | 1985 | Роджер Мур     | Джон Глен         | $70 млн   | $152 427 960   |
| 15 | Искры из глаз                     | The Living Daylights            | 1987 | Тимоти Далтон  | Джон Глен         | $80 млн   | $191 285 897   |
| 16 | Лицензия на убийство              | Licence to Kill                 | 1989 | Тимоти Далтон  | Джон Глен         | $82 млн   | $156 167 015   |
| 17 | Золотой глаз                      | Golden Eye                      | 1995 | Пирс Броснан   | Мартин Кэмпбелл   | $108 млн  | $352 194 034   |
| 18 | Завтра не умрёт никогда           | Tomorrow Never Dies             | 1997 | Пирс Броснан   | Роджер Споттисвуд | $110 млн  | $333 011 068   |
| 19 | И целого мира мало                | The World Is Not Enough         | 1999 | Пирс Броснан   | Майкл Эптед       | $120 млн  | $361 832 400   |
| 20 | Умри, но не сейчас                | Die Another Day                 | 2002 | Пирс Броснан   | Ли Тамахори       | $140 млн  | $431 971 116   |
| 21 | Казино «Рояль»                    | Casino Royale                   | 2006 | Дэниел Крейг   | Мартин Кэмпбелл   | $192 млн  | $599 045 960   |
| 22 | Квант милосердия                  | Quantum of Solace               | 2008 | Дэниел Крейг   | Марк Форстер      | $200 млн  | $586 090 727   |
| 23 | 007: Координаты «Скайфолл»        | Skyfall                         | 2012 | Дэниел Крейг   | Сэм Мендес        | $200 млн  | $1 108 561 013 |
| 24 | 007: Спектр                       | Spectre                         | 2015 | Дэниел Крейг   | Сэм Мендес        | $245 млн  | $880 674 609   |
| 25 | Не время умирать                  | No Time To Die                  | 2021 | Дэниел Крейг   | Кэри Фукунага     | $250 млн  | $774 153 007   |

### Другие фильмы
Эти фильмы были сняты не на студиях United Artists / Metro-Goldwyn-Mayer
- 1954 — «Казино Рояль» — роль Бонда (агента ЦРУ) исполнил Барри Нельсон (CBS Television Network)
- 1967 — «Казино Рояль» — роль Бонда исполнил Дэвид Нивен (Columbia Pictures)
- 1983 — «Никогда не говори „никогда“» — роль Бонда исполнил Шон Коннери (A Taliafilm Production, Producers Sales Organization)

### Актёры, сыгравшие Джеймса Бонда

#### Шон Коннери (1962—1967, 1971, 1983)

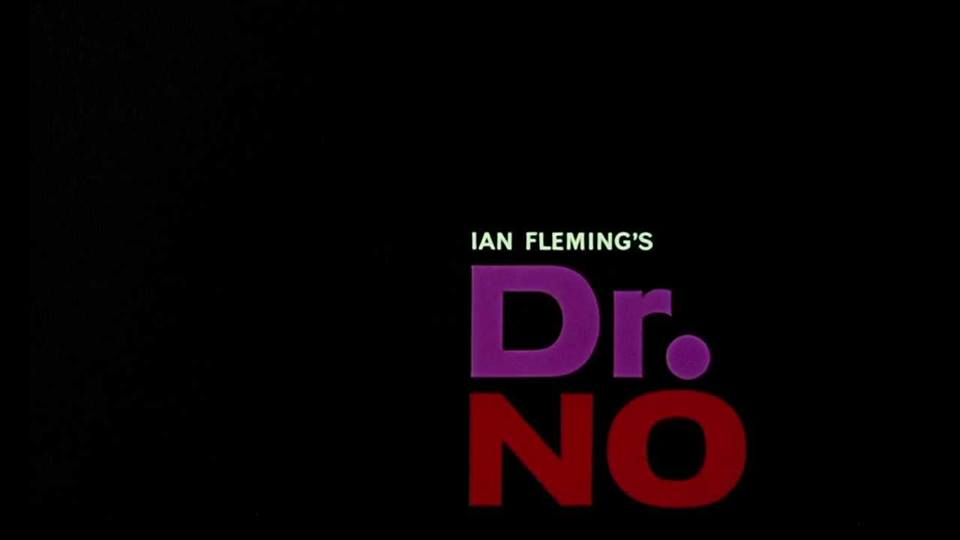
«Доктор Ноу»

Первый Бонд — шотландец Шон (Томас) Коннери.
В 1986 году Британская академия киноискусства присудила ему звание «лучшего актёра» за роль в ленте «Имя Розы», а в 1987 году он получил «Оскара» как «лучший актёр второго плана» в фильме «Неприкасаемые». Таким образом, Коннери стал единственным лауреатом премии «Оскар» из всех шести исполнителей Бонда. В июле 2000 года британская королева пожаловала сэра Шона Коннери рыцарским титулом.
В первом фильме про Агента 007 сыграл в возрасте 32 лет, официально завершил карьеру в роли Бонда в возрасте 41 года (7 кинолент).
Суммарный бюджет фильмов с участием Шона Коннери: 31 млн 800 тыс. долларов.
Суммарные кассовые сборы: 631 млн 600 тыс. долларов.
Суммарный гонорар Шона Коннери: 18 млн 310 тыс. долларов (примерно 2 млн 615 тыс. долларов за один фильм).
Шон Коннери, благодаря участию в бондиане, получил 8 премий и 2 призовых места из 13 номинаций:
- 1964 Признание «Laurel Award» за участие в фильме в жанре action — «Доктор Ноу» (3 место).
- 1964 Премия «Laurel Award» — лучший новичок (фильм «Доктор Ноу»).
- 1964 Премия «Laurel Award» за фильм в жанре action — «Голдфингер».
- 1965 Признание «Laurel Award» — звезда года (3 место). (фильм «Голдфингер»)
- 1966 Премия «Laurel Award» за участие в фильме в жанре action — «Шаровая молния».
- 1966 Номинация «Laurel Award» — звезда года (7 место). (фильм «Шаровая молния»)
- 1966 Номинация «Henrietta Award» — мировой кинофаворит. (фильм «Шаровая молния»)
- 1968 Номинация «Golden Laurel» — звезда года (11 место). (фильм «Живёшь только дважды»)
- 1972 Премия «Золотой Глобус» — мировой кинофаворит (мужчина). (фильм «Бриллианты навсегда»)
- 1972 Премия «Henrietta Award» — мировой кинофаворит (мужчина). (фильм «Бриллианты навсегда»)
- 1984 Премия «Hasty Pudding Theatricals, USA» — человек года. (фильм «Никогда не говори „никогда“»)
- 1984 Премия «Apex» за главную мужскую роль в фильме жанра action. (фильм «Никогда не говори „никогда“»)
- 1984 Премия «Hasty Pudding Theatricals Award» — человек года. (фильм «Никогда не говори „никогда“»)

Любимые фильмы Шона Коннери со своим участием: «Из России с любовью» 1963 года и «Шаровая молния» 1965 года.
31 октября 2020 года Шон Коннери скончался на 91-м году жизни.

#### Джордж Лэзенби (1969)
Джордж Лэзенби сыграл Бонда единственный раз в возрасте 30 лет (шестая серия, «На секретной службе Её Величества»).
Бюджет фильма: 7 млн долларов. Кассовые сборы: 87 млн 400 тыс. долларов. Гонорар Джорджа Лэзенби: 400 тыс. долларов (за фильм «Бриллианты навсегда» ему предлагали миллион долларов).
Лэзенби за участие в бондиане номинировался на 1 премию:
- 1970 Номинация «Золотой Глобус» самому многообещающему новичку среди мужчин (фильм «На секретной службе Её Величества»).

Любимый фильм Джорджа Лэзенби со своим участием — разумеется, «На секретной службе Её Величества». Из «чужих» — «Голдфингер» (1964) с Шоном Коннери.

#### Роджер Мур (1973—1985)
Роджер Мур официально завершил карьеру в роли Бонда в возрасте 57 лет, сыграв в 7 фильмах «Бондианы».
Суммарный бюджет фильмов с участием Роджера Мура: 153 млн 500 тыс. долларов.
Суммарные кассовые сборы: 1 млрд 190 млн 300 тыс. долларов.
Суммарный гонорар Роджера Мура: 24 млн 385 тыс. долларов (примерно 3 млн 480 тыс. долларов за 1 фильм).
Актёр за участие в бондиане получил 3 премии:
- 1973 Премия «Bambi» — награда немецкого телевидения (за фильм «Живи и дай умереть»).
- 1980 Премия «Academy of Science Fiction, Fantasy & Horror Films, USA» — самый популярный международный исполнитель.
- 1980 Премия «Henrietta Award» мировому кинофавориту (за фильм «Лунный гонщик» — англ. Moonraker).

Любимый фильм Роджера Мура со своим участием — «Шпион, который меня любил» (1977).
23 мая 2017 года Роджер Мур скончался от рака. Ему было 89 лет.

#### Тимоти Далтон (1987—1989)

«Лицензия на убийство»

Тимоти Далтон снялся в двух картинах о Бонде: «Искры из глаз» (1987) и «Лицензия на убийство» (1989).
На 1991 год планировался выпуск третьего фильма «Собственность леди», однако из-за судебных споров продюсеров производство фильма было остановлено. Далтон ждал несколько лет и даже поначалу отказался от роли Ретта Батлера в мини-сериале «Скарлетт» (1994), чтобы участвовать в съёмках новой картины о Бонде. Но время шло, а производство фильма не начиналось. И тогда Далтон даёт своё согласие на съёмки в «Скарлетт».
Позднее, когда Альберт Брокколи и MGM решили всё-таки продолжить сериал о Бонде, был написан сценарий фильма «Золотой глаз». Роль Бонда вновь предложили Далтону, но он отказался. Тимоти объяснял это тем, что устал ждать эту роль целых пять лет. Тогда продюсеры обратились к Пирсу Броснану, который уже был однажды претендентом на роль агента 007. Броснан с радостью согласился и стал Бондом № 5. «Мне показалось, что с моих плеч свалилась огромная тяжесть, — рассказывает Тимоти Далтон о том, как он увидел афишу, на которой был изображен Броснан в роли Бонда. — Я почувствовал настоящую свободу. Джеймс Бонд отпустил меня, я вновь мог стать собой».
Броснан — хороший выбор. А вот Далтон с ролью так и не справился. Он очень серьезно промахнулся: человек, который играет Бонда, должен быть опасным. Без этого чувства постоянной угрозы невозможно быть крутым.
Единственный Бонд, который не был номинирован ни на одну премию. Тем не менее Тимоти Далтон получил высокие гонорары: 3 млн долл. за фильм «Искры из глаз», $5 млн за фильм «Лицензия на убийство». Также ему предлагали $6 млн за фильм «Собственность леди» (позже переименованный в «Золотой глаз»).
В первом фильме про Агента 007 сыграл в возрасте 41 года. Официально завершил карьеру в роли Бонда в возрасте 43 лет.
Суммарный бюджет фильмов с участием Тимоти Далтона: 70 млн долларов.
Суммарные кассовые сборы: 347 млн 400 тыс. долларов.
Суммарный гонорар Тимоти Далтона: 8 млн долларов (примерно 4 млн долларов за 1 фильм).
Любимый фильм Тимоти Далтона со своим участием — «Лицензия на убийство». Из «чужих»: «Доктор Ноу», «Из России с любовью» и «Голдфингер» (все с Шоном Коннери).

#### Пирс Броснан (1995—2002)
В первом фильме про Агента 007 Пирс Броснан сыграл в возрасте 42 лет. Официально завершил карьеру в роли Бонда в возрасте 49 лет, сыграв в 4 фильмах.
Суммарный бюджет фильмов с участием Пирса Броснана: 467 млн долларов.
Суммарные кассовые сборы: 1 миллиард 546 млн долларов.
Суммарный гонорар Пирса Броснана: 41 млн 100 тыс. долларов (примерно 10 млн 275 тыс. долларов за 1 фильм).
Пирс Броснан за участие в бондиане получил 5 премий из 10 номинаций и 1 раз номинировался на антипремию «Золотая малина»:
- 1996 Номинация «MTV Movie Award» за лучшую драку (вместе с Фамке Янссен) в фильме «Золотой глаз».
- 1996 Номинация «Saturn Award» лучшему актёру за роль в фильме «Золотой глаз».
- 1997 Премия «Walk of Fame» — звезда этой награды (фильм «Завтра не умрет никогда»).
- 1998 Премия «Saturn Award» за роль в фильме «Завтра не умрет никогда».
- 1998 Номинация «European Film Awards» За европейский вклад в мировое кино (фильм «Завтра не умрет никогда»).
- 2000 Премия «Blockbuster Entertainment Award» Любимому актёру боевика за роль в фильме «И целого мира мало».
- 2000 Премия «Empire Award» лучшему актёру за роль в фильме «И целого мира мало».
- 2000 Номинация «Золотая малина» за худшую экранную пару (вместе с Дэнис Ричардс) в фильме «И целого мира мало».
- 2002 Премия «Career Achievement Award» Пирсу Броснану за участие в фильме «Умри, но не сейчас».
- 2003 Номинация «Saturn Award» лучшему актёру за роль в фильме «Умри, но не сейчас».
- 2003 Номинация «Audience Award» лучшему актёру за роль в фильме «Умри, но не сейчас».

Также Пирс Броснан получил 1 премию за компьютерную игру:
- 2004 Премия «Glow Award» за озвучивание в игре James Bond 007: Everything or Nothing главного героя (Джеймса Бонда).

Любимый фильм Пирса Броснана со своим участием — «Умри, но не сейчас». Из «чужих»: «Из России с любовью» с Шоном Коннери и «Только для твоих глаз» 1981 года с Роджером Муром.

#### Дэниел Крейг (2006—2021)
На счету Дэниела Крейга пять фильмов: «Казино „Рояль“», «Квант милосердия», «007: Координаты «Скайфолл»», «007: Спектр» и «Не время умирать»; в первом фильме про Агента 007 сыграл в возрасте 38 лет.
Он является самым кассовым Джеймсом Бондом.
Суммарный бюджет фильмов с участием Дэниела Крейга: 837 млн долларов.
Суммарные кассовые сборы: 2 млрд 88 млн долларов.
Суммарный гонорар Дэниела Крейга: 40 млн 400 тыс. долларов (примерно 10 млн за 1 фильм).
Дэниел Крейг за участие в бондиане получил 5 премий из 10 номинаций:
- 2007 Номинация «Saturn Award» за лучшую мужскую роль в фильме «Казино Рояль».
- 2007 Номинация «BAFTA Film Award» за лучшую мужскую роль в фильме «Казино Рояль».
- 2007 Премия «Entertainment Personality Award» лучшему актёру (фильм «Казино Рояль»)
- 2007 Премия «Empire Awards» за лучшую мужскую роль в фильме «Казино Рояль».
- 2007 Премия «Evening Standard British Film Award» за лучшую мужскую роль в фильме «Казино Рояль».
- 2007 Номинация «Audience Award» за лучшую мужскую роль в фильме «Казино Рояль».
- 2007 Номинация «National Movie Award» за лучшую мужскую роль в фильме «Казино Рояль».
- 2007 Премия «Sant Jordi» за лучшую мужскую роль в фильме «Казино Рояль».
- 2009 Номинация «Empire Awards» за лучшую мужскую роль в фильме «Квант Милосердия».
- 2009 Премия «Golden Camera» лучшему международному актёру (фильм «Квант Милосердия»).

Любимый фильм бондианы: «Голдфингер» (1964). Любимый Джеймс Бонд (актёр): Шон Коннери.
Любимая девушка Бонда: Диана Ригг в фильме «На секретной службе Её Величества» (1969).
Среди поклонников бондианы имеется значительное количество противников Дэниела Крейга в роли Бонда. Критика касается стиля актёрской игры, личностных качеств Крейга (в частности, недостаточной мужественности) и даже цвета его волос (первый блондин среди всех артистов, игравших Бонда).
«Не время умирать»: Дэниел Крейг подписал контракт на исполнение роли в двух фильмах после фильма «007: Координаты Скайфолл». Как и «007: Спектр» фильм снят по персонажам Яна Флеминга. Продюсеры фильма — Барбара Брокколи и Майкл Дж. Уилсон. Главный сценарист — Джон Логан.
Бонд Дэниела Крейга стал первым Бондом, который погиб во франшизе. Также его Бонд — это первый Бонд, ставший отцом.

## Культурное влияние
- Песня про Джеймса Бонда, агента 007 — В. Высоцкий;
- Агент 007 — песня группы «Блестящие»;
- «Jetter Mars» (1977) — в 12-й серии Джеймс Бонд превращается в робота;
- Под именем «агент 07» (с одним нулём) Джеймс Бонд стал персонажем детективного романа болгарского писателя Андрея Гуляшки «Аввакум Захов против 07» (в романе агент 07, пытающийся выкрасть советского физика Константина Трофимова, противостоит болгарскому контрразведчику Аввакуму Захову)[33];
- Финн МакМиссл, герой мультфильма «Тачки 2» (автомобиль марки Aston Martin DB5);
- В сериале Марпл Агаты Кристи в серии Карибская Тайна (6 сезон эпизод первый) обыгрывается знакомство мисс Марпл с писателем Яном Флемингом, который ради отдыха и развлечения решил написать детектив и никак не может придумать имя главному герою, и их посещение лекции орнитолога Джеймса Бонда;
- На Фарерских островах установлен памятник Джеймсу Бонду в виде надгробного камня. На островах были сняты эпизоды последнего фильма бондианы, включая момент гибели главного героя. На памятном камне проставлены даты 1962—2021 — годы выхода первого и последнего фильмов бондианы[34].

### Пародии и аналоги
- х/ф Бей первым, Фредди! (1965), Дания — самая первая пародия на Джеймса Бонда
- м/ф Человек, которого зовут Флинтстоун (1966), США
- Цирил Хуан, агент W4C в х/ф Конец агента (1967), Чехословакия
- х/ф Казино «Рояль» (1967), США
- х/ф «Лев готовится к прыжку» (1969), Венгрия
- х/ф Великолепный (1973), Франция
- Агент 00X в м/c Приключения капитана Врунгеля (1976—1979), СССР
- Фонди-Монди-Дунди-Пек, агент Рекс-000 в детском художественном фильме Руки вверх! (1981), СССР
- Джеймс Бонд-младший, его племянник в одноимённом м/c (1991), США
- Фёдор Соколов, суперагент КГБ в х/ф На Дерибасовской хорошая погода, или На Брайтон-Бич опять идут дожди (1992), Россия — последний фильм режиссёра Леонида Гайдая
- серия фильмов Остин Пауэрс (1997—2003), США — отца в третьей части изначально должен был сыграть Шон Коннери (первый официальный Бонд), но он отказался.
- серия видеоигр The Operative: No One Lives Forever (2000—2003), США
- х/ф Агент Джонни Инглиш (2003), Великобритания — авторами этой пародии выступили сценаристы фильмов о Бонде. Если быть точнее то И целого мира мало, Умри, но не сейчас с Пирсом Броснаном и всех частей с Дэниелом Крейгом.

### Игры о Джеймсе Бонде
- 007 Legends (PC, PS3, Xbox 360, Wii U)
- GoldenEye 007: Reloaded (PS3, Xbox 360, Wii, NDS)
- James Bond 007: Blood Stone (PC, PS3, Xbox 360, NDS)
- James Bond 007: Quantum of Solace (PC, PS3, PS2, Xbox 360, Wii, NDS)
- James Bond 007: From Russia with Love (PS2, PSP, Xbox, Gamecube)
- GoldenEye: Rogue Agent (PS2, Xbox, Gamecube, NDS)
- James Bond 007: Everything or Nothing (PS2, XBOX, Gamecube, Gameboy Advance)
- James Bond 007: NightFire (PC, MAC, PS2, XBOX, Gamecube, Gameboy Advance)
- James Bond 007: Agent Under Fire (PS2, Xbox, Gamecube)
- 007 Racing (PS1)
- 007: The World is Not Enough (PS1, N64, Gameboy Color)
- 007: Tomorrow Never Dies (PS1)
- James Bond 007 (Gameboy)
- GoldenEye 007 (N64)
- James Bond 007: The Duel (Sega Mega Drive, Sega Master System, Sega Game Gear)
- James Bond Jr. (NES, SNES)
- James Bond: The Stealth Affair (PC, Amiga, Atari ST)
- The Spy Who Loved Me (C64, Amstrad CPC, Atari ST, Spectrum)
- 007: Licence to Kill (PC, C64, MSX, Spectrum)
- Live and Let Die (C64, Amstrad CPC, Amiga, Atari ST)
- James Bond 007: The Living Daylights (C64, Amstrad CPC, BBC Micro)
- James Bond 007: Goldfinger (PC, Apple II)
- James Bond 007: A View to a Kill (PC, Apple II)
- James Bond 007 (C64, Colecovision, Atari 2600, Atari 5200)

### Книги о Джеймсе Бонде
- Себастьян Фолкс (Sebastian Faulks) «Devil may care» (выпуск приурочен к столетнему юбилею Яна Флеминга)[35]
- «Карт-бланш» Джеффри Дивера (издательство Hodder & Stoughton объединилось с Bentley Motors и выпустило специальное люксовое издание)
- Образу Джеймса Бонда посвящена книга Андрея Шарого и Натальи Голицыной «Знак 007: Джеймс Бонд в книгах и на экране» (2010).